# Редфорд (Њујорк)
Редфорд (енгл. Redford) насељено је место без административног статуса у америчкој савезној држави Њујорк.

## Демографија
По попису из 2010. године број становника је 477, што је 35 (-6,8%) становника мање него 2000. године.
| Група             | 2000.       | 2010.       |
| Белци             | 505 (98,6%) | 457 (95,8%) |
| Афроамериканци    | 0 (0,0%)    | 5 (1,0%)    |
| Азијати           | 1 (0,2%)    | 0 (0,0%)    |
| Хиспаноамериканци | 2 (0,4%)    | 3 (0,6%)    |
| Укупно            | 512         | 477         |